# Bossieu
Bossieu és un municipi francès situat al departament de la Isèra i a la regió d'Alvèrnia-Roine-Alps. L'any 2007 tenia 276 habitants.

## Demografia

### Població
El 2007 la població de fet de Bossieu era de 276 persones. Hi havia 108 famílies de les quals 24 eren unipersonals (16 homes vivint sols i 8 dones vivint soles), 40 parelles sense fills i 44 parelles amb fills.
La població ha evolucionat segons el següent gràfic:
Habitants censats

### Habitatges
El 2007 hi havia 137 habitatges, 111 eren l'habitatge principal de la família, 22 eren segones residències i 3 estaven desocupats. 131 eren cases i 6 eren apartaments. Dels 111 habitatges principals, 98 estaven ocupats pels seus propietaris, 11 estaven llogats i ocupats pels llogaters i 2 estaven cedits a títol gratuït; 2 tenien una cambra, 7 en tenien dues, 8 en tenien tres, 16 en tenien quatre i 78 en tenien cinc o més. 98 habitatges disposaven pel capbaix d'una plaça de pàrquing. A 43 habitatges hi havia un automòbil i a 59 n'hi havia dos o més.

### Piràmide de població
La piràmide de població per edats i sexe el 2009 era:
| Homes | Edats   | Dones |
| ----- | ------- | ----- |
| 0     | 95 o +  | 0     |
| 0     | 90 a 94 | 4     |
| 0     | 85 a 89 | 4     |
| 0     | 80 a 84 | 4     |
| 8     | 75 a 79 | 20    |
| 8     | 70 a 74 | 0     |
| 8     | 65 a 69 | 8     |
| 0     | 60 a 64 | 0     |
| 4     | 55 a 59 | 12    |
| 8     | 50 a 54 | 0     |
| 24    | 45 a 49 | 4     |
| 12    | 40 a 44 | 4     |
| 4     | 35 a 39 | 24    |
| 4     | 30 a 34 | 0     |
| 16    | 25 a 29 | 4     |
| 4     | 20 a 24 | 12    |
| 4     | 15 a 19 | 8     |
| 4     | 10 a 14 | 20    |
| 4     | 5 a 9   | 8     |
| 8     | 0 a 4   | 4     |

## Economia
El 2007 la població en edat de treballar era de 175 persones, 124 eren actives i 51 eren inactives. De les 124 persones actives 111 estaven ocupades (61 homes i 50 dones) i 13 estaven aturades (8 homes i 5 dones). De les 51 persones inactives 25 estaven jubilades, 14 estaven estudiant i 12 estaven classificades com a «altres inactius».

### Ingressos
El 2009 a Bossieu hi havia 115 unitats fiscals que integraven 288,5 persones, la mediana anual d'ingressos fiscals per persona era de 16.208 €.

### Activitats econòmiques
Dels 8 establiments que hi havia el 2007, 1 era d'una empresa alimentària, 2 d'empreses de fabricació d'altres productes industrials, 2 d'empreses de construcció, 1 d'una empresa d'informació i comunicació i 2 d'empreses classificades com a «altres activitats de serveis».
Dels 2 establiments de servei als particulars que hi havia el 2009, 1 era un paleta i 1 perruqueria.
L'any 2000 a Bossieu hi havia 12 explotacions agrícoles que ocupaven un total de 312 hectàrees.

## Poblacions més properes
El següent diagrama mostra les poblacions més properes.